# میوود (نبراسکا)
میوود (به انگلیسی: Maywood) شهری در ایالت نبراسکا کشور ایالات متحده آمریکا است که جمعیت آن در سرشماری سال ۲۰۱۰ میلادی، ۲۶۱ نفر بوده‌است.